# Mia Love
Ne doit pas être confondu avec Mia Hansen-Løve.
Ludmya Bourdeau Love dite Mia Love, née le 6 décembre 1975 à New York (État de New York) et morte le 23 mars 2025 à Saratoga Springs (Utah), est une femme politique américaine.
Membre du Parti républicain, elle est élue pour l'Utah à la Chambre des représentants des États-Unis de 2015 à 2019.

## Biographie
Mia Love est née Ludmya Bourdeau le 6 décembre 1975 de parents originaires d'Haïti. Ils immigrent aux États-Unis dans les années 1970 et élèvent Mia dans la foi catholique. Après une rencontre avec un missionnaire, elle se convertit au mormonisme et part pour l'Utah, où elle rencontre son mari Jason Love, lui aussi mormon.
Elle a fréquenté l'école Hartt de l'université de Hartford avec une bourse de la moitié des frais de scolarité. Elle a obtenu un diplôme en théâtre musical.
Elle entre au conseil municipal de Saratoga Springs en 2003 et est élue maire de la ville en 2010.
Elle se présente en 2012 dans le quatrième district congressionnel de l'Utah, nouvellement créé. Soutenue par l'équipe de Mitt Romney, elle remporte la convention républicaine face au représentant d'État Carl Wimme. Lors de l'élection, elle affronte le démocrate sortant Jim Matheson. Love tente de lier Matheson au président Barack Obama, tandis que le démocrate la dépeint comme une extrémiste de droite. Plus de dix millions de dollars sont dépensés dans la campagne. Avant les élections, elle est en tête de la plupart des sondages. Elle est cependant battue de 768 voix par Matheson.
En 2014, Matheson n'est pas candidat. Elle affronte le démocrate Doug Owens. Même si le district est favorable aux républicains, Owens n'est pas très loin de Love dans les enquêtes d'opinion. Elle est élue représentante avec 50,9 % des voix contre 45,8 % pour Owens. Elle est la première femme afro-américaine à siéger dans les rangs républicains au Congrès,.
Elle affronte à nouveau Doug Owens en 2016, mais elle domine largement les sondages à quelques semaines de l'élection. Elle est réélue avec plus de dix points d'avance sur le démocrate.
Lors des élections de mi-mandat de 2018, elle est battue par son adversaire démocrate Ben McAdams, maire de Salt Lake City par une marge extrêmement serrée de 700 voix (50,14 % contre 49,86 %).
En février 2022, Mia Love a été diagnostiquée d'un glioblastome, une forme de cancer du cerveau, et les médecins lui ont annoncé qu'il lui restait dix à quinze mois à vivre. Elle a subi une intervention chirurgicale qui a retiré 95 % de la tumeur. En août 2023, elle a pris part à un essai clinique d'immunothérapie et la tumeur régressait. Le 1er mars 2025, la fille de Mia Love a annoncé sur les réseaux sociaux que les traitements n'étaient plus efficaces contre la tumeur et que la famille profitait désormais avec elle du temps qu'il lui restait. Elle meurt chez elle à Saratoga Springs le 23 mars 2025 à 49 ans des suites de ce glioblastome.